# Білик Василь Андрійович
Василь Андрійович Бі́лик (нар. 2 листопада 1924, Опішня) — український народний майстер кераміки.

## З життєпису
Освіту здобув у керамічній школі при Опішнянському керамічому заводі. Створив
- керамічний посуд-скульптуру: «Цап», «Лев», «Баран» (1967); «Бик» 1969; «Лев» (1970);
- куманці, баклаги, барильця, тарілки, набори.

Прикрашав твори яскравим насиченим розписом ангобами, використовуючи рослинні мотиви, та ліпленням.
Роботи майстра зберігаються у Національному музеї українського народного декоративного мистецтва.